# Ptinellodes
Genre
Ptinellodes est un genre de coléoptères de la famille des Ptiliidae.

## Liste d'espèces
Selon Catalogue of Life (4 mars 2021) :
- Ptinellodes aldabricus Johnson, 1985
- Ptinellodes darwini Johnson, 1982
- Ptinellodes heterosternus Dybas, 1978
- Ptinellodes hunteri Johnson & Skidmore, 2005
- Ptinellodes lecontei (Gemminger, 1868)
- Ptinellodes malkini Dybas, 1978
- Ptinellodes similis Dybas, 1978
- Ptinellodes suteri Dybas, 1978